# Thomas Revard
Thomas Revard (Carmel, 20 oktober 1997) is een Amerikaans wielrenner die anno 2018 rijdt voor Hagens Berman Axeon.

## Carrière
In juni 2017 werd Revard veertiende op het nationale kampioenschap tijdrijden voor beloften. In 2018 werd hij prof bij Hagens Berman Axeon en won dat jaar onder meer het jongerenklassement in de Ronde van Beauce.

## Overwinningen
2018
1e etappe Redlands Bicycle Classic
Eindklassement Redlands Bicycle Classic
Jongerenklassement Ronde van Beauce

## Ploegen
- 2017 –  CCB Velotooler (vanaf 31-7)
- 2018 –  Hagens Berman Axeon

Beard · Collins · Dickey · Granigan · Harris · Mead-Vancort · Mitchell · Morse · Petrov · Revard · Rosenholtz · Sitler · Sizko · Small · Willsey · Humphreys (stagiair)
Almeida · Anderson · Barta · Bennett · Bjerg · Blevins · Brown · Costa · Davis · Garrison · Mostov · I. Oliveira · R. Oliveira · Philipsen · Revard · Rice · Zijlaard